# Dorcadion danczenkoi
Dorcadion danczenkoi là một loài bọ cánh cứng trong họ Cerambycidae.